# متیو نایت
ماتیو نایت (انگلیسی: Matthew Knight؛ زادهٔ ۱۹۹۳/۱۹۹۴ (۳۱–۳۲ سال)) یک هنرپیشه اهل ایالات متحده آمریکا است. وی از سال ۲۰۰۲ میلادی تاکنون مشغول فعالیت بوده‌است.
از فیلم‌ها یا برنامه‌های تلویزیونی که وی در آن نقش داشته است می‌توان به کینه ۲، کینه ۳ ، جادوگر خوب ، سرنوشت جادوگر خوب ، جذابیت جادوگر خوب ، هدیه جادوگر خوب، کریسمس در سرزمین عجایب و باغ جادوگر خوب اشاره کرد.